# Station Cierpigórz
Station Cierpigórz is een spoorwegstation in de Poolse plaats Cierpigórz.